# Souk El Azzafine
Le souk El Azzafine (arabe : سوق العزافين) est l'un des souks de la médina de Tunis où se réunissent les musiciens.

## Étymologie
Il a pour origine le mot arabe azzafa qui signifie « jouer de la musique ».

## Monument
Il abrite le Bimaristan Al Azzafine, un hôpital bâti par Hammouda Pacha en 1662 (1073 de l'hégire).

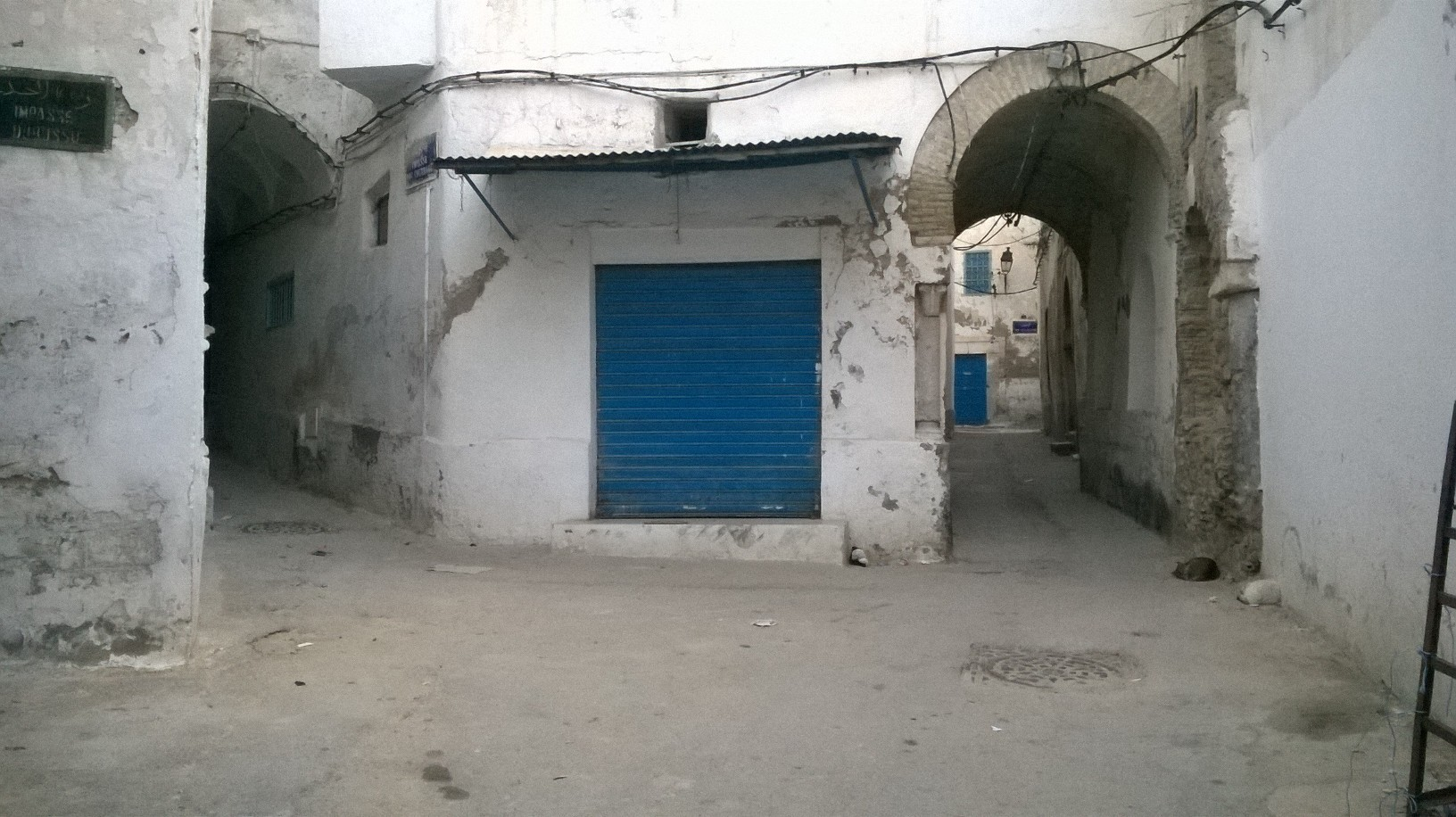
Vue du quartier El Azzafine.
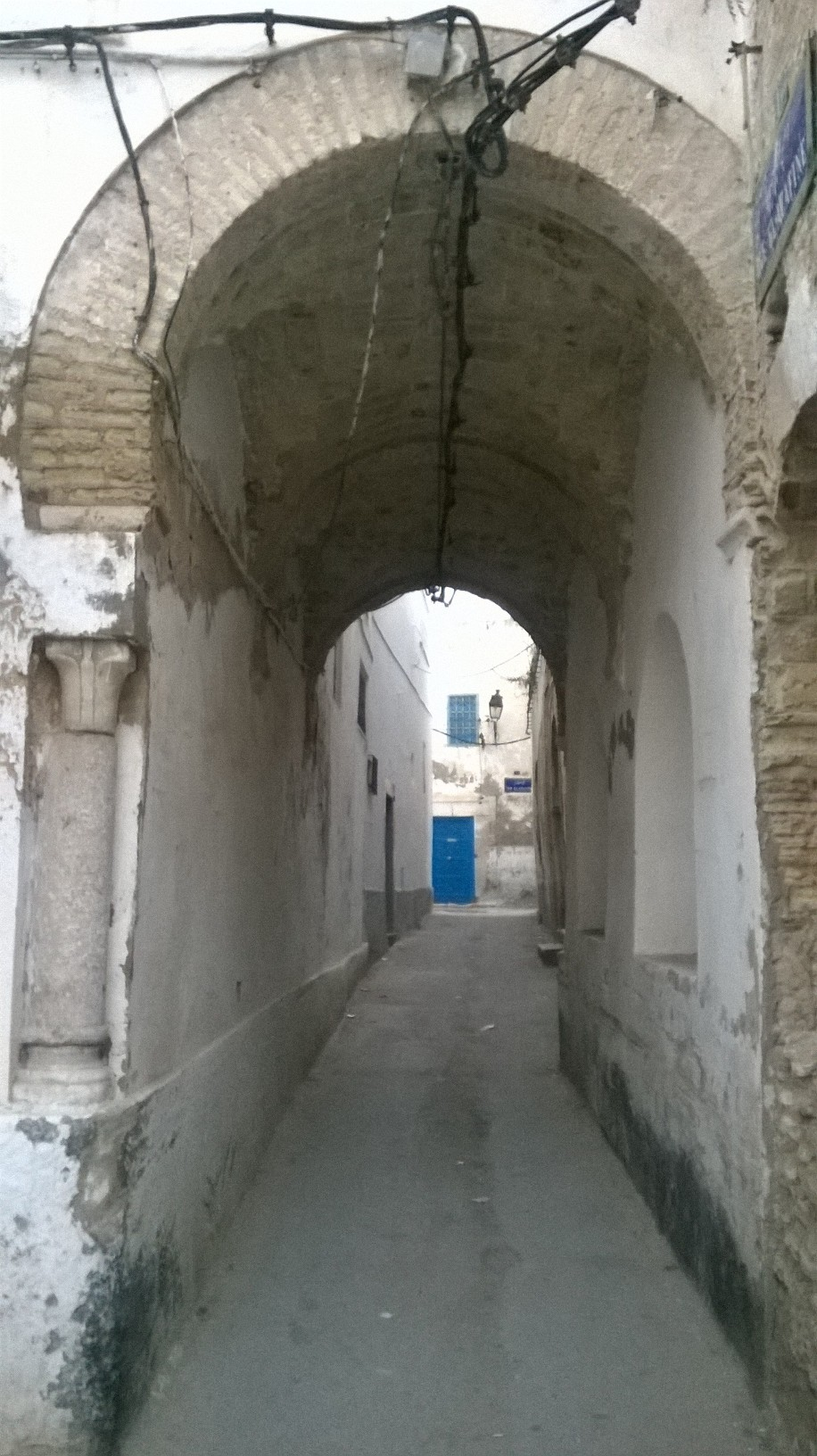
Vue de la rue El Azzafine.